# Revista del Instituto Paraguayo
La Revista del Instituto Paraguayo, conocida también como simplemente Revista del Instituto, fue el órgano oficial comunicativo del Instituto Paraguayo, una sociedad cultural del Paraguay que bajo distintas denominaciones sigue vigente en la actualidad. Apareció entre 1896 y 1909, y publicó 64 números.

## Reseña

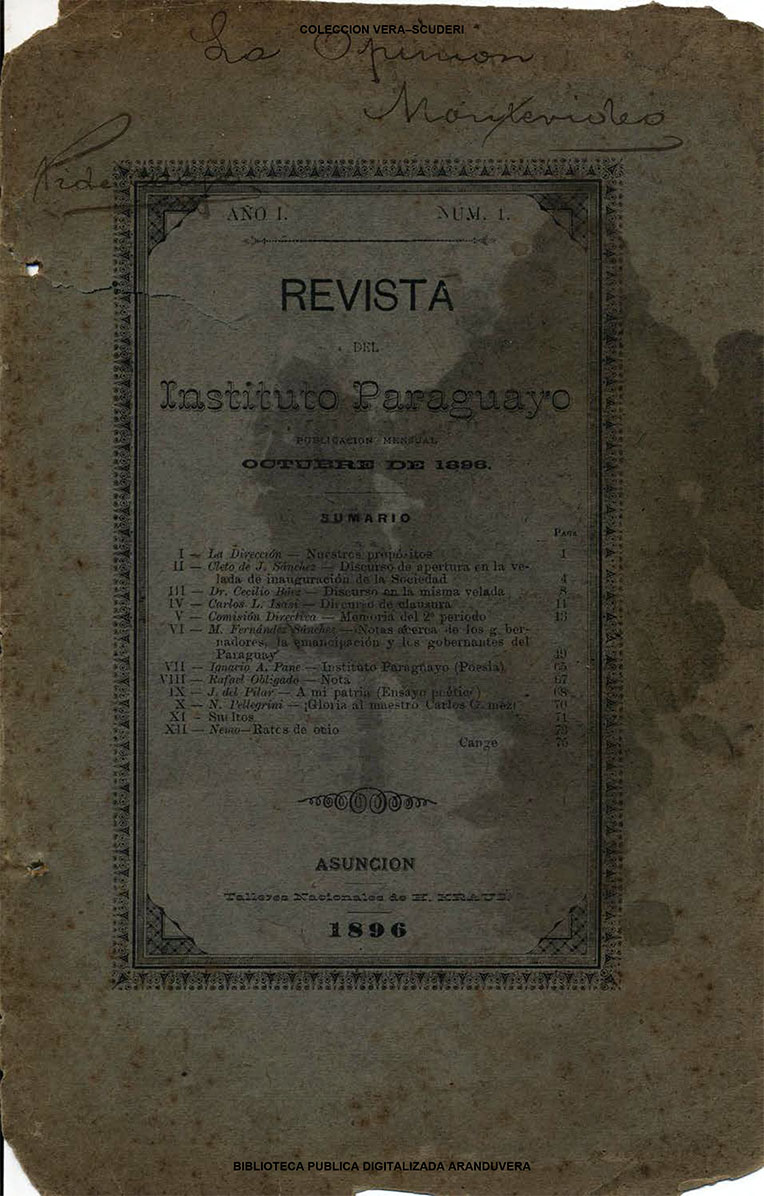
Tapa n.º 1 de la Revista del Instituto Paraguayo, octubre de 1896, Colección Vera-Scuderi.

El número uno de esta revista aparece en octubre de 1896, y en su editorial inaugural explica:
«El Instituto Paraguayo, tuvo en vista desde los primeros días de su existencia, la fundación de un órgano de publicidad, que responda a los fines de su creación: el desarrollo de la cultura intelectual y artística y del espíritu de asociación, tan útiles al humano progreso».
El presidente, Cleto Sánchez, en la velada de inauguración, sostiene acerca del órgano de publicación que:
«...sus propósitos son vastos: se resumen en desarrollar la cultura en todos los órdenes, en fomentar la sociabilidad, cultivando todas las facultades y haciendo que la unificación de sentimientos e ideas sea la fuente de donde mane la intimidad entre los coasociados».
A pocos años de la culminación de la guerra de la Triple Alianza (conocida también como Guerra del Paraguay o Guerra Guasu), el ambiente cultural del Paraguay se encontraba listo para la aparición de un órgano de comunicación cultural.
Fue en ese ambiente en el que varias ideas de organizar a la sociedad prendieron en sus actores principales y fueron creándose algunas agrupaciones con ese carácter.
Luego de la creación del Instituto el 10 de julio de 1895, inmediatamente fue organizada la comisión encargada de la publicación respectiva a la que pusieron como nombre Revista del Instituto Paraguayo.
El primer número de la revista apareció el 1896, en coincidencia con el primer aniversario del Instituto. Su periodicidad era mensual. La primera subcomisión literaria estuvo integrada por el Dr. Teodosio González y compuesta por José del Pilar Díaz (secretario y a la vez administrador de la revista) y Enrique Solano López (hijo del mariscal Francisco Solano López), Fulgencio R. Moreno y Teófilo R. Saldívar.
El estilo de su diseño y diagramación correspondía al estilo Art Nouveau, en consonancia con las últimas tendencias mundiales en la materia.
El conjunto de 64 números de la revista constituyen una preciada colección bibliográfica de la historia cultural del Paraguay. Se cree que no existen más de cinco colecciones completas y solo dos de ellas en bibliotecas públicas sobre las que se puede dar fe: en la Biblioteca Nacional del Paraguay y otra en la Biblioteca Pablo VI de la Universidad Católica de Asunción. Uno de los compendios en manos privadas está en la Colección Vera-Scuderi y su repositorio Aranduvera Biblioteca Digital Abierta en la que se disponen varios números de manera libre al público interesado.
En el repositorio digital Portal Guaraní también se disponen de varios números de la revista al alcance del público interesado.

## Importancia
Revista del Instituto Paraguayo fue la caja de resonancia de los anhelos culturales de la intelectualidad paraguaya del «renacimiento cultural» del novecentismo paraguayo. El Instituto se encargó de propiciar las artes, el conocimiento y la cultura. La revista fue su órgano difusor. Por las salas del Instituto pasaron los intelectuales más destacados del Paraguay y muchos del mundo americano y europeo.
Por las hojas de su revista pasaron las colaboraciones de personajes como Miguel de Unamuno, Goicochea Menéndez y Viriato Díaz-Pérez. Entre los paraguayos se puede citar a Juan E. O'Leary, Audibert, Rafael Barrett, Ignacio A. Pane y Manuel Domínguez.